# 山梨県の市町村歌一覧
山梨県の市町村歌一覧（やまなしけんのしちょうそんかいちらん）は、日本の山梨県に属する市町村で制定されている、もしくは過去に制定されていた市町村歌などの自治体歌やそれに準じた楽曲の一覧である。なお、一覧の順序は全国地方公共団体コード順による。

## 概説
県内で最初に自治体歌を制定したのは県庁所在地かつ1940年代まで県内唯一の市であった甲府市とみられるが、同市ではその後も頻繁に市歌の代替わりが繰り返されたため現在のものは3代目となる。1950年（昭和25年）に県民歌「山梨県の歌」が制定されて以降に昭和の大合併を経て誕生した市でも1960年代前半までに市歌が制定され、20世紀中には旧塩山市（現在の甲州市）を含めて当時存在した7市全てで市歌が出揃っていた。
平成の大合併を経て誕生した市では2014年（平成26年）までに約半数の市で市歌制定もしくはイメージソングの選定が行われている。町村部でも半数弱で町歌・村歌が制定されているが、町民・村民音頭のみを制定している自治体の方が多い。

## 市部
甲府市
- 甲府市の歌[1] - 1966年（昭和41年）10月17日制定

作詞：輿石保之 補作：甲府市の歌審査委員会 作曲：中島睦明
3代目の市歌である。
富士吉田市
- 富士吉田市歌[2] - 1957年（昭和32年）1月24日制定

作詞：大木惇夫 作曲：小松清
- ここにはいつも富士がある[2] - 1973年（昭和48年）11月3日発表

作詞：岩谷時子 作曲：いずみたく
市民愛唱歌。
都留市
- 都留市民歌[3] - 1954年（昭和29年）制定

作詞：脇太一 作曲：白井幹也 補作曲・編曲：下総皖一
- 今、生きてます[4] - 1994年（平成6年）4月29日制定

作詞：前田誠一郎 補作：阿久悠 作曲：小林亜星
市制60周年記念市民愛唱歌。
山梨市
- 山梨市民歌[5] - 2015年（平成27年）10月17日制定

作詞：市民の皆さん 編集補作詞：覚和歌子 作曲：小林真人
合併10周年記念。2代目（新設合併後の山梨市としては初代）の市歌である。
大月市
- 大月市民歌[6] - 1964年（昭和39年）8月8日制定

作詞：秋葉望 作曲：竹中重雄
- だいすき大月[6]

作詞：渡辺理恵子 作曲：平野廣海
韮崎市
- 韮崎市民歌[7] - 1954年（昭和29年）制定

作詞：河西新太郎 作曲：三神道雄 編曲：佐藤恒弘 補修：下総暁
南アルプス市
- あしたの夢に[8] - 2006年（平成18年）10月30日制定

作詞：石原一輝 補作：さいとう大三 作曲・編曲：泉盛望
北杜市
- 北の杜讃歌[9] - 2008年（平成20年）9月28日制定

作詞：村田さち子 作曲：池辺晋一郎
甲斐市
- （未制定）

竜王町・敷島町・双葉町合併協議会では「新市において新たに制定する」とされているが、実現していない。
笛吹市
- 空[11] - 2013年発表

市イメージソング。※ただ非公式　笛吹市自体は関与していない
上野原市
- （未制定）

上野原町・秋山村合併協議会では「市の歌については新市において検討する」とされているが、実現していない。
甲州市
- みのりの風 虹の丘[13] - 2010年（平成22年）10月制定

作詞：松井五郎 作曲：森山良子 編曲：信長貴富
中央市
- （未制定）

玉穂町・田富町・豊富村合併協議会では、合併後の市歌制定に関する取り決めは特に実施されなかった。

## 町村部
西八代郡市川三郷町
- 市川三郷町音頭

作詞：加藤幸春 作曲：原賢一
南巨摩郡早川町
- 早川町歌

作詞：安藤荘一 作曲：古屋丈晴 編曲：一瀬公弘
南巨摩郡身延町
- おかえりなさい 少年たちよ[14] - 2019年（令和元年）8月13日制定

作詞：覚和歌子 作曲：丸尾めぐみ
2代目（新設合併による3代目身延町としては初代）の町歌である。
南巨摩郡南部町
- 南部町歌[15] - 2009年（平成21年）11月1日制定

作詞：工藤和久 作曲：栞彩人
南巨摩郡富士川町
- 明日を生きる - 2015年（平成27年）3月8日制定

作詞：江宮隆之 作曲：池田綾子
中巨摩郡昭和町
- 昭和町町歌[16] - 1981年（昭和56年）制定

作詞：小沢久四郎 作曲：横山菁児
町制10周年記念。
南都留郡道志村
- 道志村村歌 - 1966年（昭和41年）制定[17]

作詞：鈴木義夫 作曲：山本丈晴
南都留郡西桂町
- 新西桂音頭

作詞：やたけよしひさ 作曲：望月吾郎
この他にご当地ソングとして「西桂小唄」（作詞・作曲：小俣ハチロウ）がある。
南都留郡忍野村
- 忍野音頭

南都留郡山中湖村
- 山中湖村民歌[18] - 2020年（令和2年）12月1日制定

作詞：有馬朗人 作曲：藤井万利子
南都留郡鳴沢村
- なるさわ音頭 - 1981年（昭和56年）発表

作詞：石本美由起 作曲：市川昭介
南都留郡富士河口湖町
- 木の花の開く頃に[19] - 2009年（平成21年）7月18日制定

作詞：八巻玲子、イルカ 作曲：イルカ
北都留郡小菅村
- 小菅音頭

北都留郡丹波山村
- たば小唄

## 廃止された市町村歌
甲府市
- 甲府市歌 - 1928年（昭和3年）10月制定

作詞：中田千寿代 作曲：坂口五郞
初代の市歌である。
- 甲府市民歌 - 1949年（昭和24年）制定

作詞：本間一咲 作曲：井上武士
市制60周年を記念して制定された2代目の市歌である。
- 山梨市市民歌

作詞：安藤壮一 作曲：石川利夫
新設合併前の（旧）山梨市の市歌である。山梨市・牧丘町・三富村合併協議会の「新市において制定する」との申し合わせに基づき廃止された。
塩山市
- 塩山市民歌

作詞：西川好次郎 作曲：清水吾郎
北巨摩郡双葉町
- みどりの風（双葉町民歌）

作詞：岡本淳三 作曲：中山大三郎 編曲：馬場良
北巨摩郡大泉村
- 大泉村歌 - 1996年（平成8年）制定

作詞：金田一春彦 作曲・編曲：坂田晃一
村制120周年記念。
中巨摩郡玉穂町
- 玉穂町歌

作詞：石本美由紀 作曲：小川寛興
中巨摩郡田富町
- 田富町町歌

作詞：佐野登美江 作曲：秋山アキラ 編曲：古谷宏
南巨摩郡身延町
- 身延町の歌[21] - 1969年（昭和44年）11月3日制定

作詞：米山愛紫 作曲：杉本一夫
旧（2代目）身延町の町歌である。
南巨摩郡下部町
- 下部町民歌[22] - 1962年（昭和37年）3月4日制定

作詞：秋山晴時 作曲：松井美次
南巨摩郡中富町
- 中富町民歌 - 1968年（昭和43年）1月15日制定[23]

作詞：田島誠一 作曲：藤山一郎
東八代郡石和町
- 石和町町歌

作詞：小高友一 補作：中込正 作曲：中村淳 編曲：小山章三
北都留郡上野原町
- 上野原町民歌 - 1965年（昭和40年）制定

作詞：米山愛紫 作曲：細川潤一